# 奥野恭史
奥野 恭史（おくの やすし）は、日本の化学者。薬学博士。京都大学大学院医学研究科人間健康科学系専攻教授（ビッグデータ医科学）。
ビッグデータ、人工知能、スーパーコンピュータなどの計算技術を用いた創薬・医学研究の第一人者。新規化合物スクリーニング手法である相互作用マシンラーニング法 (CGBDD) を開発。ケミカルゲノミクス情報を用いた探索技術の実用化としては世界初であり、適応範囲の拡大や、既存手法との融合により、新たな領域を築く技術として期待されている。

## 略歴
学歴
- 1986年3月 生駒市立光明中学校卒業
- 1989年3月 東大寺学園高校卒業
- 1993年3月 京都大学薬学部製薬化学科卒業
- 1995年3月 京都大学大学院薬学研究科修士課程薬品作用制御システム専攻修了
- 1996年3月 京都大学大学院薬学研究科博士課程中途退学
- 2000年9月 京都大学博士（薬学）学位取得

職歴
- 1996年4月 京都大学化学研究所生体機能化学分野教務職員
- 2001年4月 京都大学化学研究所バイオインフォマティクスセンター博士研究員
- 2002年10月 京都大学化学研究所バイオインフォマティクスセンター特任助手
- 2003年12月 京都大学大学院薬学研究科特任助手 (COE)
- 2006年4月 京都大学大学院薬学研究科統合薬学フロンティア教育センター統合薬学教育開発分野准教授
- 2008年10月 京都大学大学院薬学研究科 システム創薬科学 寄附講座 教授
- 2013年4月 先端医療振興財団・先端医療センター研究所・医薬品開発部 シミュレーション創薬グループ 客員グループリーダー（併任）
- 2013年10月 京都大学大学院薬学研究科 統合薬学教育開発センター 薬学オープンイノベーション部門 特定教授
- 2013年10月 独立行政法人理化学研究所 計算科学研究機構 研究部門 客員主管研究員（併任）
- 2014年4月 現職
- 2014年10月 独立行政法人理化学研究所生命システム研究センター　客員主管研究員（併任）

## 受賞歴
- 平成18年度日本薬学会薬学ビジョン部会部会賞
- 平成20年度日本薬学会奨励賞
- 平成20年第8回バイオビジネスコンペJAPAN優秀賞
- 平成21年度文部科学大臣表彰科学技術賞（科学技術振興部門）
- 第43回市村学術賞
- 第2回日本オープンイノベーション大賞 厚生労働大臣賞
- 第28回安藤百福賞 大賞[1]

## 著作
- 『ビッグデータの収集、調査、分析と活用事例』（共著、(株)技術情報協会、2014年）
- 『生命のビッグデータ利用の最前線』（共著、(株)シーエムシー出版　、2014年）
- 『化学便覧 応用化学編 第7版』（共著、丸善出版(株)、2014年）
- 『疾患克服を目指したケミカルバイオロジー』（共著、実験医学 増刊号、(株)羊土社、2012年）
- 『シミュレーション辞典』（共著、㈱コロナ社）
- 『最新 創薬インフォマティクス活用マニュアル』（共著、メディカル・ドゥ、2011年）
- 『Handbook of Systems Toxicology』（共著、Wiley-Blackwell、2011年）
- 『薬学の展望とロードマップ』（共著、日本薬学会、2010年）
- 『医薬ジャーナル　増刊号 新薬展望2010』（共著、㈱医薬ジャーナル社、2010年）
- 『次世代創薬テクノロジー 実践：インシリコ創薬の最前線』（共著、メディカル・ドゥ、2009年）
- 『コンピューターで薬を創ろう』（共著、化学同人、2009年）
- 『インシリコ創薬科学 　－ゲノム情報から創薬へ－』（共著･編集、京都廣川書店、2008年）
- 『生物物理学ハンドブック』（共著、朝倉書店、2007年）
- 『バイオインフォマティクス事典』（共著、共立出版、2006年）